# Podključnična mišica
Podključnična mišica (latinsko musculus subclavius) je majhna trikotna mišica, ki se nahaja med ključnico in prvim rebrom. Skupaj z veliko in malo prsno mišico tvori sprednjo pazdušno steno.
Podključnična mišica poteza ključnico navzdol in medialno, ter skrbi za stabilnost sternoklavikularnega sklepa.
Oživčuje jo podključnični živec (C5).